# AirDrop

Всплывающее окно приёма входящего файла на iOS

AirDrop — технология беспроводной передачи данных между устройствами Apple. Она использует комбинацию Wi-Fi и Bluetooth, была разработана компанией Apple и впервые представлена в операционных системах OS X Lion и iOS 7.

## О технологии
Apple позиционирует технологию AirDrop как простой и удобный способ передачи файлов между устройствами без необходимости предварительной настройки. Для использования AirDrop на iOS-устройствах необходимо включить как Wi-Fi, так и Bluetooth, что обеспечивает быстрое и безопасное соединение. AirDrop использует комбинацию Bluetooth для обнаружения устройств в непосредственной близости и Wi-Fi для передачи данных, что позволяет обмениваться файлами на высокой скорости.
При активации AirDrop пользователи могут выбрать, от кого они готовы принимать файлы: только от контактов из их адресной книги или от всех находящихся поблизости устройств. Это позволяет обеспечить дополнительный уровень безопасности и конфиденциальности, предотвращая получение нежелательных файлов от незнакомых людей. Технология AirDrop поддерживает передачу различных типов данных, включая фотографии, видео, документы, контакты и другие файлы, делая её универсальным инструментом для обмена информацией в экосистеме Apple.
AirDrop также интегрирован в macOS, что позволяет передавать файлы не только между iOS-устройствами, но и между iPhone, iPad и Mac. Это обеспечивает пользователям Apple бесшовный и интуитивно понятный способ обмена файлами, поддерживая концепцию унифицированной экосистемы, где устройства работают в тесной интеграции друг с другом.
Первоначальная версия AirDrop, предназначенная исключительно для Mac, поддерживается на всех моделях Mac, выпущенных с середины 2012 года и позже. Позже технология эволюционировала, парк устройств поддерживающий AirDrop расширили. Устройства с iOS 8 и более поздними версиями могут использовать AirDrop для передачи данных между любыми устройствами компании Apple.

## Алгоритм работы и особенности
Алгоритм работы AirDrop основан на использовании комбинации технологий Bluetooth и Wi-Fi для обнаружения устройств и передачи данных. Основные шаги процесса следующие:

### 1. Включение AirDrop
Пользователь включает AirDrop на своём устройстве, активируя Wi-Fi и Bluetooth. При этом устройство становится доступным для обнаружения другими устройствами с включённым AirDrop.

### 2. Обнаружение устройств
AirDrop использует Bluetooth для сканирования ближайших устройств, поддерживающих эту функцию. Обнаружение может происходить в режиме видимости для всех или путем сопоставления с контактами.

#### Подробнее[2]
AirDrop использует службы iCloud для упрощения аутентификации пользователей. Когда пользователь выполняет вход в iCloud, на устройстве сохраняется 2048-битный идентификатор RSA. При включении AirDrop создается хеш краткого идентификатора на основе адресов электронной почты и номеров телефона, связанных с Apple ID пользователя. Когда пользователь отправляет объект через AirDrop, передающее устройство передает сигнал, содержащий хеш краткого идентификатора. Устройства Apple поблизости распознают этот сигнал и отвечают с использованием технологии прямого соединения Wi-Fi. В режиме «Только для контактов» хеш проверяется на соответствие с контактами на устройстве получателя. В режиме «Для всех» устройство отвечает независимо от наличия совпадений в контактах.

### 3. Отправка файлов и установка соединения
Когда устройство-отправитель выбирает файл для передачи и получателя из списка обнаруженных устройств, оно инициирует соединение через Wi-Fi. Bluetooth используется для установления соединения, а Wi-Fi — для передачи данных, обеспечивая высокую скорость.

#### Подробнее
AirDrop устанавливает соединение между устройствами, используя собственный проприетарный протокол Apple Wireless Direct Link (AWDL). Это позволяет передавать файлы напрямую между устройствами без необходимости подключения к одной и той же сети Wi-Fi. Поддерживаемые Устройства могут одновременно подключаться к Wi-Fi сети и использовать временную одноранговую сеть для передачи данных через AWDL.

### 4. Шифрование данных
Все данные, передаваемые через AirDrop, шифруются, обеспечивая конфиденциальность и защиту от несанкционированного доступа.

### 5. Разрыв соединения
Если соединение Wi-Fi теряется, AirDrop может продолжить передачу данных через сотовую связь. Эта функция была добавлена в IOS 17.1 и требует активации в настройках.

### 6. Прием файлов
Устройство-получатель отображает уведомление о входящем файле. Пользователь может принять или отклонить передачу. При подтверждении файл загружается на устройство.

### 7. Завершение передачи
После успешной передачи файла устройства разрывают соединение, и пользователи могут продолжать пользоваться своими устройствами.
Таким образом, AirDrop обеспечивает быстрый, безопасный и удобный способ обмена файлами между устройствами Apple, поддерживая их тесную интеграцию в рамках единой экосистемы.

## Совместимость
Использование технологии AirDrop возможно на Intel и M1-компьютерах Apple (кроме самых ранних моделей), работающих в среде OS X Lion или новее:
- MacBook (выпуск: конец 2008 года или новее, кроме «белый MacBook»)
- MacBook Pro (выпуск: конец 2008 года или новее, кроме MacBook Pro 17’)
- MacBook Air (выпуск: конец 2010 года или новее)
- iMac (выпуск: начало 2009 года или новее)
- Mac Mini (выпуск: середина 2010 года или новее)
- Mac Pro (выпуск: начало 2009 года с сетевой картой AirPort Extreme или середина 2010 г.)

Использование AirDrop также возможно на мобильных устройствах под управлением iOS 7 или выше:
- iPhone 5 и новее (iPhone 5c, iPhone 5s, iPhone 6 и iPhone 6 Plus, iPhone 6s и iPhone 6s Plus, iPhone SE, iPhone 7 и iPhone 7 Plus, iPhone 8 и iPhone 8 Plus, iPhone X, iPhone XS и iPhone XS Max, iPhone XR, iPhone 11, iPhone 11 Pro, iPhone 11 Pro Max, iPhone SE 2020, iPhone 12 и iPhone 12 mini, iPhone 12 Pro, iPhone 12 Pro Max, iPhone 13 и iPhone 13 mini, iPhone SE 2022, iPhone 13 Pro, iPhone 13 Pro Max, iPhone 14, iPhone 14 Plus, iPhone 14 Pro, iPhone 14 Pro Max)
- iPod touch 5-го поколения и новее
- iPad 4-го поколения или новее
- iPad Air (все поколения)
- iPad mini (все поколения)
- iPad Pro (все поколения)

## Системные требования
Чтобы отправлять файлы на iPhone, iPad или iPod touch, требуется компьютер Mac, выпущенный не раньше 2012 года и работающий под управлением ОС OS X Yosemite или более поздней версии, кроме Mac Pro (середина 2012 г.).
Для отправки файлов на другой компьютер Mac необходимо следующее:
- MacBook Pro (конец 2008 г.) или более поздней модели, кроме MacBook Pro (17 дюймов, конец 2008 г.)
- MacBook Air (конец 2010 г.) и более поздней модели
- MacBook (конец 2008 г.) или более поздней модели, кроме белого ноутбука MacBook (конец 2008 г.)
- iMac (начало 2009 г.) или более поздней модели
- Mac mini (середина 2010 г.) и более поздней модели
- Mac Pro (начало 2009 г. с картой AirPort Extreme или середина 2010 г.)[7]